# نهائي كأس رابطة الأندية الإنجليزية المحترفة 1988
نهائي كأس رابطة الأندية الإنجليزية المحترفة 1988 هي المباراة النهائية من منافسة كأس رابطة الأندية الإنجليزية المحترفة 1987–88، أقيمت المباراة في 24 أبريل 1988، في ملعب ويمبلي، بين فريقي نادي لوتون تاون، ونادي أرسنال، وفاز فيها نادي لوتون تاون، بعد أن هزم نادي أرسنال، بنتيجة 3 - 2، وكان حكم المباراة Joe Worrall (referee) ‏.

## تفاصيل المباراة
لعبت المباراة النهائية في 24 أبريل 1988.
| نادي لوتون تاون | 3 -2 | نادي أرسنال |
| --------------- | ---- | ----------- |
|                 |      |             |